# Pseudotrypauchen multiradiatus
Pseudotrypauchen multiradiatus és una espècie de peix de la família dels gòbids i de l'ordre dels perciformes.

## Morfologia
- Els mascles poden assolir 9 cm de longitud total.
- Nombre de vèrtebres: 27.[6][7]

## Hàbitat
És un peix de clima tropical i demersal.

## Distribució geogràfica
Es troba a Àsia: l'Índia, Malàisia i Indonèsia.

## Observacions
És inofensiu per als humans.